# Estrategias genéricas de Porter
Para Michael Porter, profesor de la escuela de negocios Harvard Business School, solo hay dos estrategias genéricas posibles:
- Obtener los productos o servicios a menor precio que la competencia y ser el líder en costes. Las fuentes de ventaja pueden incluir acceso preferencial a materias primas, tecnología superior, curva de la experiencia, economías de escala y otras similares.
- Que el producto o servicio sea percibido por los clientes como exclusivo, siendo el líder en diferenciación. El producto o servicio debe ser percibido como único para justificar un precio superior. En lo que se refiere a diferenciación es posible plantear varias estrategias si hay varios atributos que son ampliamente valorados por los compradores.

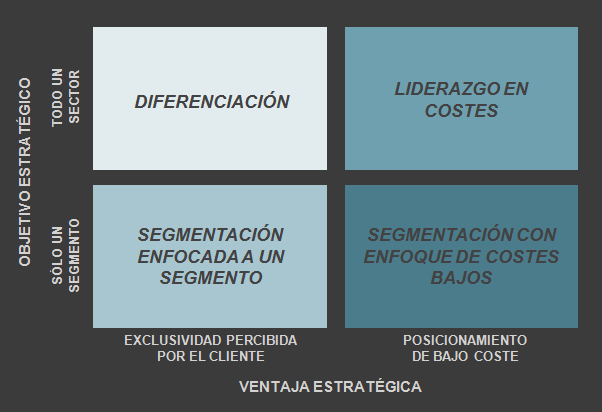
Matriz que muestra las estrategias genéricas de Porter.

Por otro lado, también influye el enfoque de mercado, ya que un producto o servicio puede dirigirse hacia un sector o hacia un segmento. Algunos autores hablan del "enfoque" como si fuera otra estrategia en sí misma.
Del cruce de estas variables surgen los distintos cuadrantes de la matriz, que se explican por sí mismos. Para Porter es difícil ser  simultáneamente líder en costes y en exclusividad, corriéndose el peligro de quedarse a medias en ambos objetivos. Existen algunas excepciones como Apple, capaz de luchar por diferenciación y a la vez disponer de un considerable volumen en algunos segmentos.